# Larrabetzu
Larrabetzu è un comune spagnolo di 1 551 abitanti situato nella comunità autonoma dei Paesi Baschi.